# Triodia danthonioides
Triodia danthonioides là một loài thực vật có hoa trong họ Hòa thảo. Loài này được (F.Muell.) Lazarides miêu tả khoa học đầu tiên năm 1997.